# Михалкова, Татьяна Евгеньевна
Татья́на Евге́ньевна Михалко́ва (в девичестве Соловьёва; род. 14 февраля 1947, Зальфельд, Германия) — советский и российский общественный деятель, член-корреспондент РАХ. Президент благотворительного фонда «Русский силуэт», модель, переводчик, актриса. Заслуженный деятель искусств Российской Федерации (2024).

## Биография
Родилась 14 февраля 1947 года в г. Зальфельд в Германии. Отец — Евгений Соловьев был военным, мать — Таисия Георгиевна Малыхина — кандидат исторических наук.
Детство провела в Воронеже, где училась в английской спецшколе. Окончила Московский государственный институт иностранных языков имени Мориса Тореза, а после его окончания какое-то время подрабатывала переводчиком.
Стала ведущей моделью в Общесоюзном Доме Моделей одежды на Кузнецком мосту и представляла страну на зарубежных показах. А кроме того — была любимицей[что?] Вячеслава Зайцева. Принимала участие в показе для первой леди США Пэт Никсон и супруги Генерального секретаря ЦК КПСС Виктории Брежневой, в съемках для единственного в СССР журнала мод[какого?].
После встречи в начале 1970-х с Никитой Михалковым вышла за него замуж. Свадьба состоялась прямо во время съемок фильма «Свой среди чужих, чужой среди своих». В связи с рождением двоих детей в 1975 рассталась с профессией манекенщицы, занялась переводами детской литературы на русский язык, преподавала английский язык в Московской государственной художественно-промышленной академии им. С. Г. Строганова.
С 1997 года — президент Благотворительного фонда «Русский Силуэт».

## Семья
Первый супруг — Александр Сергеевич Шигаев, кандидат педагогических наук, специалист по спортивной психологии.
Второй супруг (с 1973) — Никита Сергеевич Михалков, кинорежиссёр. Трое детей: Анна (род. 1974), актриса, телеведущая; Артём (род. 1975), режиссёр, актёр, телеведущий; Надежда (род. 1986), актриса, телеведущая.

## Награды
- 2001 г. — Звание «Почётный член Российская академия художеств» за большой вклад в развитие отечественного дизайна.
- 2001 г. — Лауреат Национальной премии общественного признания достижений женщин «Олимпия» Российской Академии бизнеса и предпринимательства[2].
- 2003 г. — Международный Академический Аккредитационный и Аттестационный Комитет (МАААК) присвоил Татьяне Михалковой «Профессиональную степень Доктора креативных искусств».
- 2003 г. — Почетная грамота от «Ordine di S. Giovanni di Gerusalemme» о. Сицилия президенту Благотворительного фонда «Русский Силуэт» Татьяне Михалковой.
- 2006 г. — Орден за большой личный вклад в развитие гуманитарного сотрудничества во имя высоких идеалов ЮНЕСКО и реализации программ, от Московского Международного Фонда Содействия ЮНЕСКО.
- 2007 г. — Награждена Орденом «Милосердия — во имя России» за активную созидательную деятельность по возрождению государства Российского с занесением имени в «Книгу почета и чести России».
- 2008 г. — Присвоен Орден «Первопечатника Ивана Федорова».
- 2009 г. — Звание Академика Национальная Академия Индустрия Моды (НАИМ) .
- С 2009 года — Член-корреспондент Российской академии художеств.
- 2011 г. — Татьяна Михалкова становится Вице-президентом Российской Национальная Академия Индустрии Моды (НАИМ) .
- В 2011 году Российская академия художеств удостоила Михалкову Татьяну Евгеньевну звания Члена-корреспондента за существенный вклад в развитие российского дизайна.
- 2015 г. — Почетная Грамота Министерства промышленности и торговли Российской Федерации за особый вклад в развитие промышленности России.
- 2016 г. — Золотая медаль имени Льва Николаева[3]. — за существенный вклад в просвещение, популяризацию достижений науки и культуры.
- 17 апреля 2017 г. — Медаль ордена «За заслуги перед Отечеством» II степени — за большой вклад в развитие отечественной культуры, искусства, средств массовой информации и многолетнюю плодотворную деятельность[4][5].
- 11 июня 2021 г. — Орден «Звезда Отечества» за большой вклад в развитие культуры и искусства[6].
- 27 апреля 2022 г. — Нагрудный знак Министерства культуры Российской Федерации «За вклад в российскую культуру»[7]
- 3 апреля 2024 г. — Почётное звание «Заслуженный деятель искусств Российской Федерации» — за большой вклад в развитие отечественной культуры и искусства, многолетнюю плодотворную деятельность[8]

## Актерская деятельность/проекты
- 1974 — «Свой среди чужих, чужой среди своих» — девушка из воспоминаний атамана Брылова
- 1996 — «Русский проект» — жена космонавта
- 1997 — Благотворительный фонд «Русский силуэт»
- 2005 — «Женщины Никиты Михалкова»
- 2005 — «Регина Збарская. Тело государственной важности»
- 2007 — «Красота по-советски. Судьба манекенщицы»
- 2010 — «Никита Михалков. Территория любви»
- 2010 — «Никита Михалков. Сами с усами»
- 2013 — «Неизвестные Михалковы»
- 2016 — «Сложно ли быть Михалковым?»
- 2018 — «Слава и одиночество»